# Hlapci
Hlapci je satirična drama Ivana Cankarja, prvič objavljena leta 1910 v Ljubljani in prvič uprizorjena leta 1919 v Trstu.
Napisani so bili kot izliv Cankarjevega razburjenja in ogorčenja po deželnozborskih volitvah leta 1907, na katerih so zmagali klerikalci. Tedanja cenzura je dramo oklestila na 62 mestih, zato do konca prve svetovne vojne ni bila uprizorjena.

## Nastanek
Cankar je Hlapce zasnoval na Dunaju, napisal pa v zatišju nadškofijskega dvorca v Sarajevu, kjer je  preživel nekaj mesecev kot gost bosanskega nadškofa in brata Karla, njegovega tajnika. Pisal jo je v ugodnih razmerah zbrano, zavzeto in vseskozi videl oder pred očmi. V snov drame se je tako poglobil, da je »obraze videl in glasove razločeval«. Odločil se je, da v drami ustvari nekakšen opis političnih razmer tedanjega časa.

### Biografsko ozadje nastanka
Leta 1907 so  Slovenci lahko prvič volili na podlagi splošne in enake volilne pravice. K sodelovanju je bil s strani Jugoslovanske socialnodemokratske stranke zaradi zavzemanja za podobne cilje in vrednote povabljen tudi Ivan Cankar. Le-ta je pozneje na volitvah izgubil, saj volilni sistem ni dopuščal uspeha manjšim strankam. Zmagala je slovenska ljudska stranka in veliko ljudi, ki je v tem videlo materialno korist, je prevzelo njena načela in cilje. Poleg tega pa se je začelo pritiskati na liberalni del učiteljstva, naj opustijo svoj svobodomiselni nazor, saj naj bi bil ta neprimeren za vzgojo in izobraževanje mladine.

## Vsebina
Cankar v prvih dejanjih drame opisuje učinek zmage klerikalne stranke na volitvah leta 1907. V učiteljskih krogih se nekdaj goreči liberalci uklanjajo novi ureditvi, zapuščajo svoje kroge in izdajajo tovariše, ki so ostali zvesti liberalnim idejam. Spočetka v drami prevladuje satirični ton, v sklopu katerega avtor uvede tudi glavnega junaka - nekomformističnega Jermana, ki se ne želi podrediti novemu redu. Učitelj mora zaradi svoje upornosti prevzeti slabše službeno mesto. V drami satirične tone zdaj zamenjajo tragični, nad katerimi v četrtem in petem dejanju prevladata ideja etične krivde in očiščenja. Slednji sta povezani z Jermanovim trpljenjem ob materini bolezni in smrti. Občutek krivde, ki se v njem zbudi zaradi matere, ga malodane pripelje do samomora. V zadnjem trenutku ga reši in za novo življenje prenovi odpuščajoči glas mrtve matere. Velik pomen imata v drami še župnik, ki predstavlja voljo do moči, in politična ideja proletariata, utelešena v kovaču Kalandru. Župnik je najmočnejši Jermanov protiigralec, kovač Kalander pa učitelju stoji ob strani.

## Osebe
- Učitelj Jerman je nosilec dramskega dogajanja in preko njega Cankar prikaže svoj ideal neuklonljivosti in značaja ter z razmerjem nasprotnikov, torej katoliško usmerjenih učiteljev in ostalih oseb, posredno prikaže takrat prevladujoč politični duh v družbi. Jerman je kot tragični junak poražen, le da tukaj ideološko zmaga na nivoju osebne zmage oziroma zadoščenja.
- Župnik, kot Jermanov protiakter, se učitelju postavi po robu, izrazito zavedajoč se svoje moči, z nekoliko distanciranim in pomensko prikritim pristopom, čeprav je očitno, da mu Jerman s svojo neuklonljivostjo in ustanavljanjem »skrivnih« društev dela preglavice in skrbi na poti do osvojitve s strani župnika tako želene oblasti.
- Kovač Kalander je postaven in pokončen proletarec, ki v drami predstavlja idejo socialističnega upora zoper meščansko ureditev.
- Učitelj Hvastja je eden izmed učiteljev, ki so se spreobrnili v klerikalstvo. Njegovo dejanje Cankar moralno opravičuje z dejstvom, da je prepričanje spremenil zaradi nujnosti preživetja svoje številne družine.
- Učiteljica Lojzka spada med tiste Cankarjeve ženske, ki so zarisane sentimentalno, pozitivno in čustveno.
- V večini ostalih nastopajočih osebah se pokaže nenačelnost takoj, ko imajo od tega materialno korist.

## Odzivi in sprejem
Drama je z neprikritimi revolucionarnimi gesli zbudila odpor vladajočih in želeli so ji preprečiti uprizoritev na odru. Ocena v liberalnem Slovenskem narodu je bila odklonilna. Večjo naklonjenost je prejela v Ljubljanskem zvonu v kritiki Antona Dolarja, ki je priznaval jasnost, trdno dramaturgijo in dobro risane značaje, posledično je tudi verjel v njen odrski uspeh. Najbolj naklonjena je bila kritika Franceta Bevka v katoliškem Slovencu, vendar je hvalil predvsem lepe misli in melodičen jezik.
Nasprotno je katoliška revija Dom in svet delo ne samo odklanjala, marveč spodbujala učitelje, naj odgovorijo takemu »psovanju«, oblast pa naj brani njihov stan. Etbin Kristan je v Rdečem praporu opozarjal na napake in pomanjkljivosti, vendar je priznaval resnično ozadje drame, pa tudi »jasno vizijo prihodnosti«.

## Uprizoritev
Cankar je na začetku še verjel v možnost uprizoritve, a mu je kmalu postalo jasno, da bo cenzura iz političnih razlogov predstavo onemogočila. Tako je bila uprizoritev Hlapcev premierno v Trstu, leta 1919, deset let po tem, ko je bila napisana in leto dni po Cankarjevi smrti. 
Do danes je drama doživela že več kot dvajset odrskih postavitev tako doma kot v tujini.

## Prevodi
- Angleški jezik: The Lackeys, Prevajalka Tina Mahkota, Izdajatelj Prešernovo Gledališče Kranj, 2021